# Alaksandr Smalanczuk
Alaksandr Fiodarawicz Smalanczuk (biał. Аляксандр Фёдаравіч Смалянчук; ur. 23 maja 1959 w Kozłowszczyźnie) – białoruski historyk, profesor, doktor nauk historycznych (odpowiednik polskiego stopnia doktora habilitowanego).

## Życiorys
Urodził się 23 maja 1959 roku w osiedlu typu miejskiego Kozłowszczyzna, w rejonie słonimskim obwodu grodzieńskiego Białoruskiej SRR, ZSRR. W 1981 roku ukończył Grodzieński Uniwersytet Państwowy im. Janki Kupały (GUP). Pracował jako nauczyciel w szkołach Grodna, pracownik naukowy Republikańskiego Muzeum Historii Religii, Grodzieńskiego Obwodowego Muzeum Historyczno-Archeologicznego, Grodzieńskiego Obwodowego Instytutu Podwyższenia Kwalifikacji Nauczycieli. Od 1999 roku pracował w laboratorium naukowo-badawczym problemów kultury regionalnej GUP. W 2003 roku uzyskał stopień doktora nauk historycznych (odpowiednik polskiego stopnia doktora habilitowanego). W 2024 otrzymał tytuł profesora nauk humanistycznych. 
Od roku 2011 zatrudniony w Instytucie Slawistyki PAN.
W swojej pracy naukowej zajmuje się badaniem historii ruchów narodowych na ziemiach obecnie wchodzących w skład Białorusi i Litwy oraz historii politycznej XX wieku. Jego zainteresowania naukowe koncentrują się wokół stosunków narodowych w Białorusi i Litwie w XIX i XX wieku, historii „idei krajowej”; zajmuje się badaniem pamięci zbiorowej i kulturowej, historią mówioną oraz edycją źródeł historycznych. Członek Instytutu Wielkiego Księstwa Litewskiego (Uniwersytet Witolda Wielkiego, Kowno), Zarządu Białoruskiego Towarzystwa Historycznego (Mińsk) oraz Międzynarodowego Stowarzyszenia Białorutenistów (Mińsk). Redaktor naczelny rocznika historii antropologizującej „Homo Historicus”.

## Odznaczenia
- Medal 100-lecia Białoruskiej Republiki Ludowej – 2019[4]

## Prace

### Książki
- Palaki Biełarusi i Litwy u rewalucyi 1905–1907, Grodno, 2000, w języku białoruskim;
- Pamiż krajowasciu i nacyjanalnaj idejaj: Poł. ruch na bieł. i lit. ziemlach, 1864–1917 hh. Grodno, 2001, w języku białoruskim.
- Raman Skirmunt (1868–1939). Zhytstsiapis gramadzianina Kraiu (2018; w języku białoruskim).

### Książki pod redakcją
- Pogranicze polsko-białoruskie w latach 1939–1941 w relacjach ustnych mieszkańców Białorusi (2021);
- «Operacja polska» NKWD 1937–1938 na tle represji wobec Polaków w Białoruskiej SRS. Dokumenty (2022);
- «Wyzwoleni» i zniewoleni. Polsko-białoruskie pogranicze 1939–1941 w białoruskich dokumentach archiwalnych (2023).

### Inne prace
- Biełorusskaja istoriografija wtoroj połowiny XIX – naczała XX w. i stanowlenije nacyonalnoj idieołogii. „Sławianowiedienije”. 5, 1999. (ros.).brak numeru strony;
- Masonskija łoży na biełaruskich i litouskich ziemlach, 1910–1916 hh.. „Białoruskie Zeszyty Historyczne”. 17, 2002. (biał.).brak numeru strony